# Tisková konference

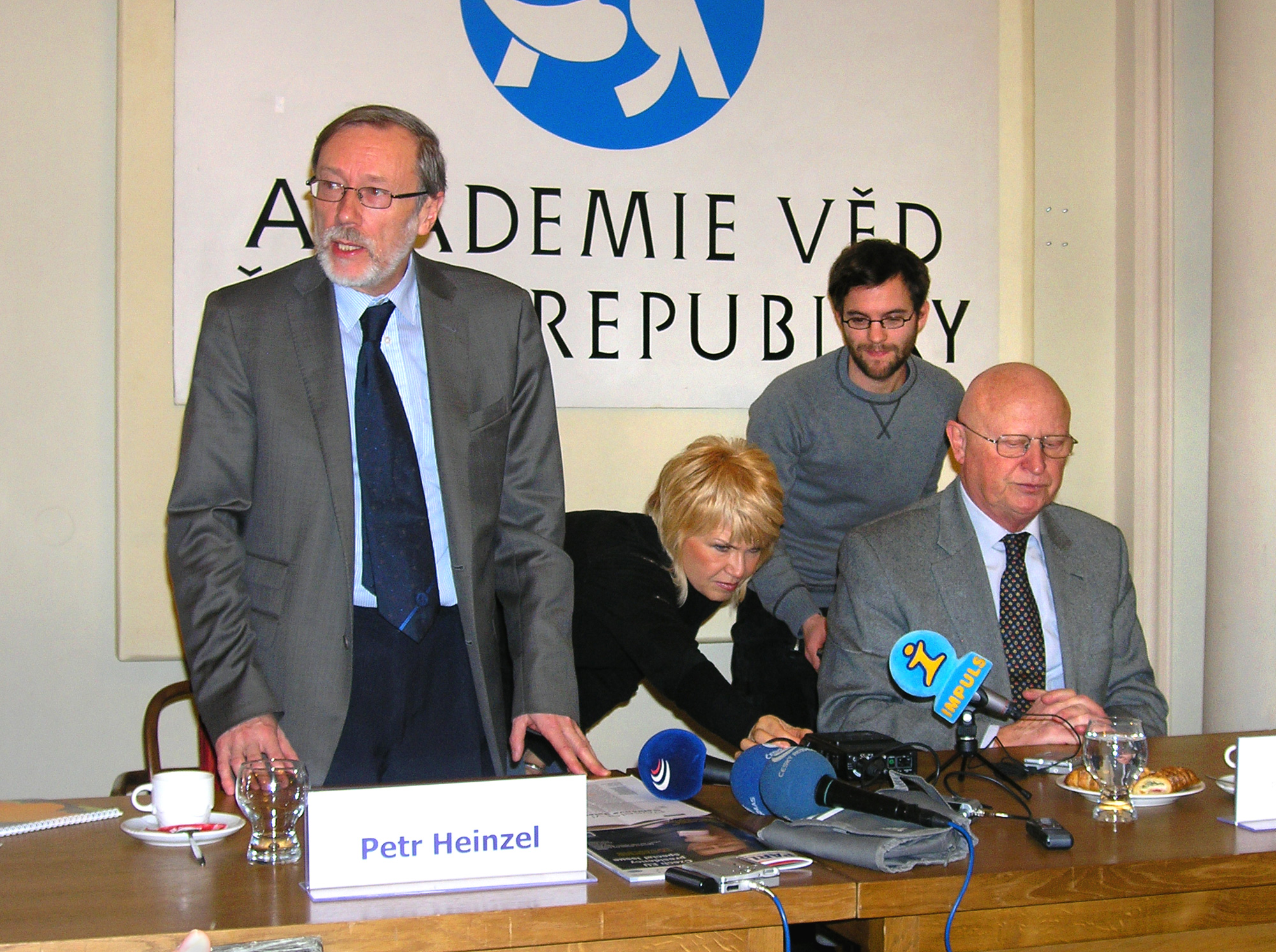
Tisková konference k Mezinárodnímu roku astronomie – novináři rychle přemisťují své mikrofony k dalšímu řečníkovi

Tisková konference je setkání jednotlivců či představitelů firem nebo jiných organizací se zástupci médií. Pořádá se buďto pravidelně (například pravidelné tiskové konference představitelů vlády), nebo ve chvíli, kdy je nutné sdělit důležité informace veřejnosti. Ve většině případů na konci konference umožněno novinářům klást otázky.
Tisková konference patří mezi nástroje public relations.

## Svolání tiskové konference
Nejvhodnějším termínem pořádání tiskové konference je pracovní den dopoledne (mezi osmou a jedenáctou hodinou) buď přímo v sídle pořádající organizace, nebo na místě, které souvisí s tématem svolávané tiskové konference.